# Wladimeri Gamkrelidze
Wladimeri Gamkrelidze (gruz. ვლადიმერი გამყრელიძე; ur. 11 czerwca 2001) – gruziński zapaśnik startujący w stylu wolnym. Olimpijczyk z Paryża 2024, gdzie zajął trzynaste miejsce w kategorii do 86 kg. Wicemistrz świata w 2023 roku. 
Brązowy medalista mistrzostw Europy w 2022 i 2025. Czwarty w Pucharze Świata w 2022. 
Mistrz świata U-23 w 2022 i trzeci w 2023. Drugi na ME U-23 w 2023 i trzeci w 2021. Drugi na ME kadetów w 2017; trzeci w 2018 roku.